# Acanthogyrus intermedius
Acanthogyrus intermedius är en hakmaskart som först beskrevs av Achmerov, et al 1941.  Acanthogyrus intermedius ingår i släktet Acanthogyrus och familjen Quadrigyridae. Inga underarter finns listade i Catalogue of Life.